# Siti di interesse comunitario della Sicilia
Elenco dei siti di interesse comunitario della Sicilia.

## Provincia di Trapani
- Isole dello Stagnone di Marsala
- Isola di Marettimo
- Isola di Levanzo
- Isola di Favignana
- Laghetti di Preola e Gorghi Tondi, Pantano Leone e Sciare di Mazara
- Paludi di Capo Feto e Margi Spanò
- Saline di Trapani
- Complesso M. Bosco e Scorace
- Monte Bonifato
- Monte San Giuliano
- Sistema dunale Capo Granitola, Porto Palo e Foce del Belice
- Marausa: Macchia a Quercus Calliprinos
- Bosco di Calatafimi
- Sciare di Marsala
- Complesso Monti di Castellammare del Golfo
- Capo S. Vito, M. Monaco, Zingaro, Faraglioni Scopello, M. Sparacio
- Foce del Torrente Calatubo e Dune
- Isola di Pantelleria: Montagna Grande e Monte Gibele
- Isola di Pantelleria - Area costiera, Falesie e Bagno dell'Acqua
- Saline di Marsala
- Complesso Monti di S. Ninfa - Gibellina e Grotta di S. Ninfa
- Montagna Grande di Salemi
- Fondali dell'isola di Favignana
- Fondali del Golfo di Custonaci
- Fondali dell'isola dello Stagnone di Marsala
- Arcipelago delle Egadi - area marina e terrestre
- Stagnone di Marsala e Saline di Trapani - area marina e terrestre
- Monte Cofano, Capo San Vito e Monte Sparagio
- Isola di Pantelleria ed aria marina circostante

## Provincia Palermo
- Parco delle Madonie
- Monte San Calogero (Gangi)
- Monte Rosamarina e Cozzo Famò
- Monte Grifone
- Rocca di Sciara
- Fondali dell'isola di Ustica
- Fondali di Isola delle Femmine – Capo Gallo
- M. Triona e M. Colomba
- Monte Pecoraro e Pizzo Cirina
- Monti Barracù, Cardelia, Pizzo Cangiatosi e Gole del torrente Corleone
- Sugherete di contrada Serradaino
- Monte Cane, Pizzo Selva a Mare, Monte Trigna
- M. Matassaro, M. Gradara e M. Signora
- Boschi di Granza
- Rocche di Entella
- Monte San Calogero (Termini Imerese)
- Monte Carcaci, Pizzo Colobria e ambienti umidi
- M. Iato, Costa del Carpineto, Moharda
- M. Pizzuta, M. Kumeta, M. Maganoce e Maja Parrino
- Rocca di Cefalù
- Boschi di Gibilmanna e Cefalù
- M. S. Salvatore, M. Catarineci, V.ne Mandarini, ambienti umidi
- Isola delle Femmine
- Capo Gallo
- Boschi Ficuzza e Cappelliere, V.ne Cerasa, Castagneti
- Rocca Busambra e Rocche di Rao
- Cala Rossa e Capo Rama
- Isola di Ustica
- Rocche di Castronuovo, Pizzo Lupo, Gurghi di S. Andrea
- Valle del Fiume Oreto
- Monte Pellegrino
- Complesso Calanchivo di Castellana Sicula
- M. Quacella, M. dei Cervi, Pizzo Carbonara, M. Ferro, Pizzo Otiero
- Complesso Pizzo Dipilo e Querceti su Calcare
- Rupi di Catalfano e Capo Zafferano

## Provincie di Palermo e Messina
- Boschi di San Mauro Castelverde
- Foce del F. Pollina e M. Tardara
- Rupi di Catalfano e Capo Zafferano
- Querceti Sempreverdi di Geraci Siculo e Castelbuono
- Montagna Longa, Pizzo Montanello
- Calanchi, Lembi Boschivi e Praterie di Riena
- Raffo Rosso, M. Cuccio e Vallone Sagana

## Provincie di Palermo e Agrigento
- M. d'Indisi, Montagna dei Cavalli, Pizzo Pontorno e Pian del Leone
- Rocche di Ciminna
- Bosco di S. Adriano
- Serra del Leone e M. Stagnataro
- Monte delle Rose e Monte Pernice
- Monte Genuardo e Santa Maria del Bosco
- Monti Sicani, Rocca Busambra e Bosco della Ficuzza

## Provincie di Palermo e Enna
- Monte Zimmara (Gangi)

## Provincia di Messina
- Fondali di Taormina - Isola Bella
- Fondali dell'isola di Salina
- Monti Peloritani, Dorsale Curcuraci, Antennamare e area marina dello stretto di Messina
- Monti Nebrodi
- Arcipelago delle Eolie - area marina e terrestre
- Fiumara di Floresta
- Stretta di Longi
- Torrente Fiumetto e Pizzo d'Uncina
- Rupi di Taormina e Monte Veneretta
- Bacino del Torrente Letojanni
- Bosco di Malabotta
- Rocca di Novara
- Affluenti del Torrente Mela
- Capo Peloro - Laghi di Ganzirri
- Pizzo Mualio, Montagna di Vernà
- Fiume Fiumedinisi, Monte Scuderi
- Dorsale Curcuraci, Antennamare
- Laguna di Oliveri - Tindari
- Rocche di Alcara Li Fusi
- Pizzo Fau, M. Pomiere, Pizzo Bidi e Serra della Testa
- Valle del F. Caronia, Lago Zilio
- Pizzo della Battaglia
- Vallone Laccaretta e Urio Quattrocchi
- Pizzo Michele
- Tratto Montano del Bacino della Fiumara di Agrò
- F. San Paolo
- Torrente San Cataldo
- Lecceta di S. Fratello
- Isola di Alicudi
- Isola di Filicudi
- Isola di Panarea e scogli viciniori
- Isole di Stromboli e Strombolicchio
- Isola di Vulcano
- Isola di Salina (Monte Fossa delle Felci e dei Porri)
- Isola di Salina (Stagno di Lingua)
- Isola di Lipari
- Isola Bella, Capo Taormina e Capo S. Andrea
- Capo Milazzo
- Capo Calavà
- Rocche di Roccella Valdemone

## Provincie di Catania e Messina
- Alta Valle del Fiume Alcantara
- Riserva Naturale del Fiume Alcantara
- Serra del Re, Monte Soro e Biviere di Cesarò

## Provincie di Enna e Messina
- Monte Pelato
- Lago di Ancipa
- Monte Sambughetti, M. Campanito

## Provincia di Agrigento
- Isola di Linosa
- Isola di Lampedusa e Lampione
- Foce del Magazzolo, Foce del Platani,
- Capo Bianco, Torre Salsa
- Foce del Fiume Verdura
- M. Cammarata - Contrada Salaci
- Complesso Monte Telegrafo e Rocca Ficuzza
- Pizzo della Rondine, Bosco di S. Stefano Quisquina
- Maccalube di Aragona
- Monte San Calogero (Sciacca)
- Litorale di Palma di Montechiaro
- La Montagnola e Acqua Fitusa
- Fondali di Capo San Marco - Sciacca
- Arcipelago delle Pelagie - area marina e terrestre

## Provincie di Ragusa e Caltanissetta
- Biviere e Macconi di Gela

## Provincie di Palermo e Caltanissetta
- Torrente Vaccarizzo (tratto terminale)

## Provincia di Caltanissetta
- Torre di Manfria
- Lago Soprano
- Lago Sfondato
- Lago Comunelli
- M. Conca
- Sughereta di Niscemi
- Rupe di Falconara
- Rupe di Marianopoli

## Provincia di Enna
- Lago di Pergusa
- Lago di Pozzillo
- Monte Altesina
- Vallone di Piano della Corte
- Contrada Giammaiano
- Bosco di Sperlinga, Alto Salso
- Vallone Rossomanno
- Contrada Caprara
- Boschi di Piazza Armerina
- Serre di M. Cannarella
- M. Chiapparo
- Monte Giurfo (Villapriolo)

## Provincie di Enna e Caltanissetta
- Monte Capodarso e Valle del Fiume Imera Meridionale
- Pizzo Muculufa

## Provincie di Catania e Caltanissetta
- Torre Manfria, Biviere e Piana di Gela

## Provincie di Enna e Catania
- Lago Ogliastro
- Contrada Valanghe
- Tratto di Pietralunga del Fiume Simeto

## Provincia di Catania
- Foce del Fiume Simeto e Lago Gornalunga
- Riserva Naturale Fiume Fiumefreddo
- La Gurna
- Timpa di Acireale
- Bosco di Santo Pietro
- Isole dei Ciclopi
- Bosco del Flascio
- Complesso Immacolatelle, Micio Conti, Boschi Limitrofi
- Fascia Altomontana dell’Etna
- Dammusi
- Oasi di Ponte Barca
- Poggio Santa Maria
- Pineta di Adrano e Biancavilla
- Pineta di Linguaglossa
- Monte Baracca, contrada Giarrita
- Canalone del Tripodo
- Valle del Bove
- Sciare di Roccazzo della Bandiera
- Piano dei Grilli
- Lago Gurrida e Sciare di S. Venera
- Bosco di Milo
- Bosco di S. Maria La Stella
- Bosco di Linera
- Monte Minardo
- Monte Arso
- Contrada Sorbera e contrada Gibiotti
- Fondali di Acicastello (Isola Lachea - Ciclopi)
- Biviere di Lentini, tratto mediano e foce del Fiume Simeto e area antistante la foce

## Provincie di Messina, Enna e Catania
- Forre Laviche del Fiume Simeto

## Provincia di Ragusa
- Foce del Fiume Irminio
- Alto Corso del Fiume Irmino
- Vallata del F. Ippari (Pineta di Vittoria)
- Punta Braccetto, contrada Cammarana
- Isola dei Porri
- Cava Randello, Passo Marinaro
- Spiaggia Maganuco
- Contrada Religione
- Cava Ispica
- Cava Palombieri
- Fondali Foce del Fiume Irminio

## Provincie di Ragusa e Siracusa
- Fiume Tellaro
- Valle del fiume Tellesimo

## Provincia di Siracusa
- Isola di Capo Passero
- Riserva naturale orientata Oasi Faunistica di Vendicari
- Pantani della Sicilia sud-orientale
- Pantano Morghella
- Pantano di Marzamemi
- Saline di Siracusa e F. Ciane
- Cava Grande del Cassibile, C. Cinque Porte, Cava e Bosco di Bauli
- Capo Murro di Porco, Penisola della Maddalena e Grotta Pellegrino
- Valle del F. Anapo, Cavagrande del Calcinara, Cugni di Sortino
- Isola Correnti, Pantani di P. Pilieri, chiusa dell'Alga
- Grotta Monello
- Grotta Palombara
- Saline di Priolo
- Saline di Augusta
- Torrente Sapillone
- Alto Corso del Fiume Asinaro, Cava Piraro e Cava Carosello
- Cava Cardinale
- Monti Climiti
- Cava Contessa - Cugno Lupo
- Bosco Pisano
- Monte Lauro
- Cozzo Ogliastri
- Invaso di Lentini
- Fondali di Brucoli - Agnone
- Fondali di Vendicari
- Fondali dell'isola di Capo Passero
- Pantani della Sicilia sud-orientale, Morghella, di Marzamemi, di Punta Pilieri e Vendicari

## Zone di protezione speciale
- Elenco ZPS della Sicilia, su ambientediritto.it.